# 大连市疾病预防控制中心
大连市疾病预防控制中心是中華人民共和國遼寧省大連市的一個疾病預防控制機構，成立於2002年2月6日，該機構由大連市衛生防疫站、大連市勞動衛生研究所、大連市健康教育中心、大連市結核病防治所、大連市皮膚病醫院等機構合併而成。